# 木斋图书馆

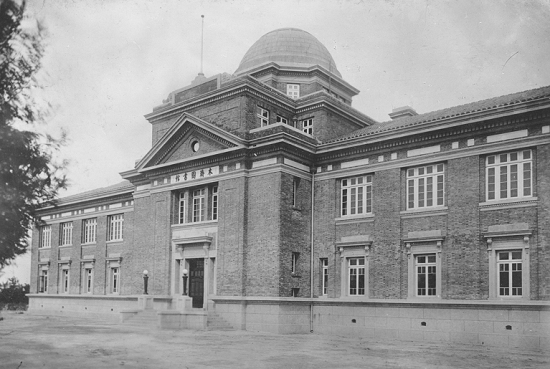
卢木斋向私立南开大学捐建的木斋图书馆

木斋图书馆，简称木斋馆，是南开大学图书馆的前身，是南开大学早期标志性建筑。1927年2月，热衷教育事业的实业家卢木斋捐款10万元，以资建筑南开大学图书馆。该图书馆于1927年5月兴工，1928年10月竣工落成。因纪念卢木斋的捐助，故南开大学决定将其命名为“木斋图书馆”，以资纪念。1929年，南开大学经济研究所迁入木斋图书馆第一层西翼办公。1937年被侵华日军炸毁。
2016年10月，“木斋馆、秀山堂、思源堂复建奠基仪式”在南开大学津南校区举行，木斋馆与思源堂、秀山堂等三座南开大学校史上重要的历史建筑在南开大学津南校区复建。